# Selenophorus ramosi
Selenophorus ramosi är en skalbaggsart som beskrevs av Darlington. Selenophorus ramosi ingår i släktet Selenophorus och familjen jordlöpare. Inga underarter finns listade i Catalogue of Life.